# Пуканич Адріан Миколайович
Адріа́н Микола́йович Пука́нич (нар. 22 червня 1983, Виноградів, Закарпатська область) — український футболіст, півзахисник аматорської команди «Севлюш». У минулому — гравець молодіжної та національної збірних команд України.

## Клубна кар'єра
Вихованець дитячо-юнацької спортивної школи донецького «Шахтаря». З 17-річного віку почав долучатися до ігор у складі третьої та другої команд донецького клубу. У 19 років, 26 жовтня 2002 року, дебютував у складі основної команди, вийшовши на поле у грі «Шахтаря» проти одеського «Чорноморця» (перемога 2:0). В основному складі «Шахтаря» закріпитися не вдалося і протягом значної частини кар'єри гравець чергував виступи за різні команди донецького клубу з іграми у складі інших клубів на правах оренди.
Влітку 2009 року перейшов до складу маріупольського «Іллічівця», кольори якого вже захищав у 2005—2006 роках, виступаючи на правах оренди. Виступав за «азовців» до літа 2013 року, після чого був відданий на сезон в оренду в «Говерлу».
У лютому 2015 року підписав угоду до кінця сезону 2014–2015 років із клубом грузинської Ліги Умаглесі «Шукура» (Кобулеті).

## Виступи за збірні
Протягом 2003–2006 років провів 27 ігор за молодіжну збірну України. Брав участь у фінальній частині молодіжного чемпіонату Європи 2006 року, за результатами якої збірна України виборола срібні нагороди, відіграв у 3 з 5 матчів української команди на турнірі.
У 2003–2004 роках також викликався до складу національної збірної України, у складі якої провів 2 гри, відзначився забитим голом:
| #   | Дата       | Місце проведення | Суперник | Рахунок | Турнір            | Голи |
| --- | ---------- | ---------------- | -------- | ------- | ----------------- | ---- |
| 01. | 10.06.2003 | Афіни, Греція    | Греція   | 1—0     | Відбір до ЧЄ-2004 |      |
| 02. | 18.02.2004 | Триполі, Лівія   | Лівія    | 1—1     | Товариська        | 15'  |

## Досягнення
- Срібний призер молодіжного чемпіонату Європи 2006 року;
- Чемпіон України: 2004/05;
- Срібний призер чемпіонату України (2): 2002/03, 2003/04;
- Володар Кубка України: 2003/04.